# Colibrí de les Juan Fernández
El colibrí de les Juan Fernández (Sephanoides fernandensis), és una espècie d'ocell de la família dels colibrís endèmica de l'arxipèlag Juan Fernández. Està en perill d'extinció i les últimes estimacions uns pocs centenars d'exemplars.

## Descripció
És una au petita. El mascle mesura 12 cm de llarg i pesa 11 g. El seu plomatge és ataronjat excepte les ales que són grisa fosc, el bec gris i la corona daurada iridescent. La femella mesura 10 cm de llarg i pesa 7 g. Per a baix és de color blanc clapejat de petites zones verdes i negres, la corona és de blava iridescent, i per a dalt és blava i verda.

## Distribució i hàbitat
És una au endèmica de l'arxipèlag Juan Fernández i actualment la seva distribució està restringida a una sola de les tres illes que formen l'arxipèlag; l'Illa Robinson Crusoe.